# コシナのカメラ製品一覧

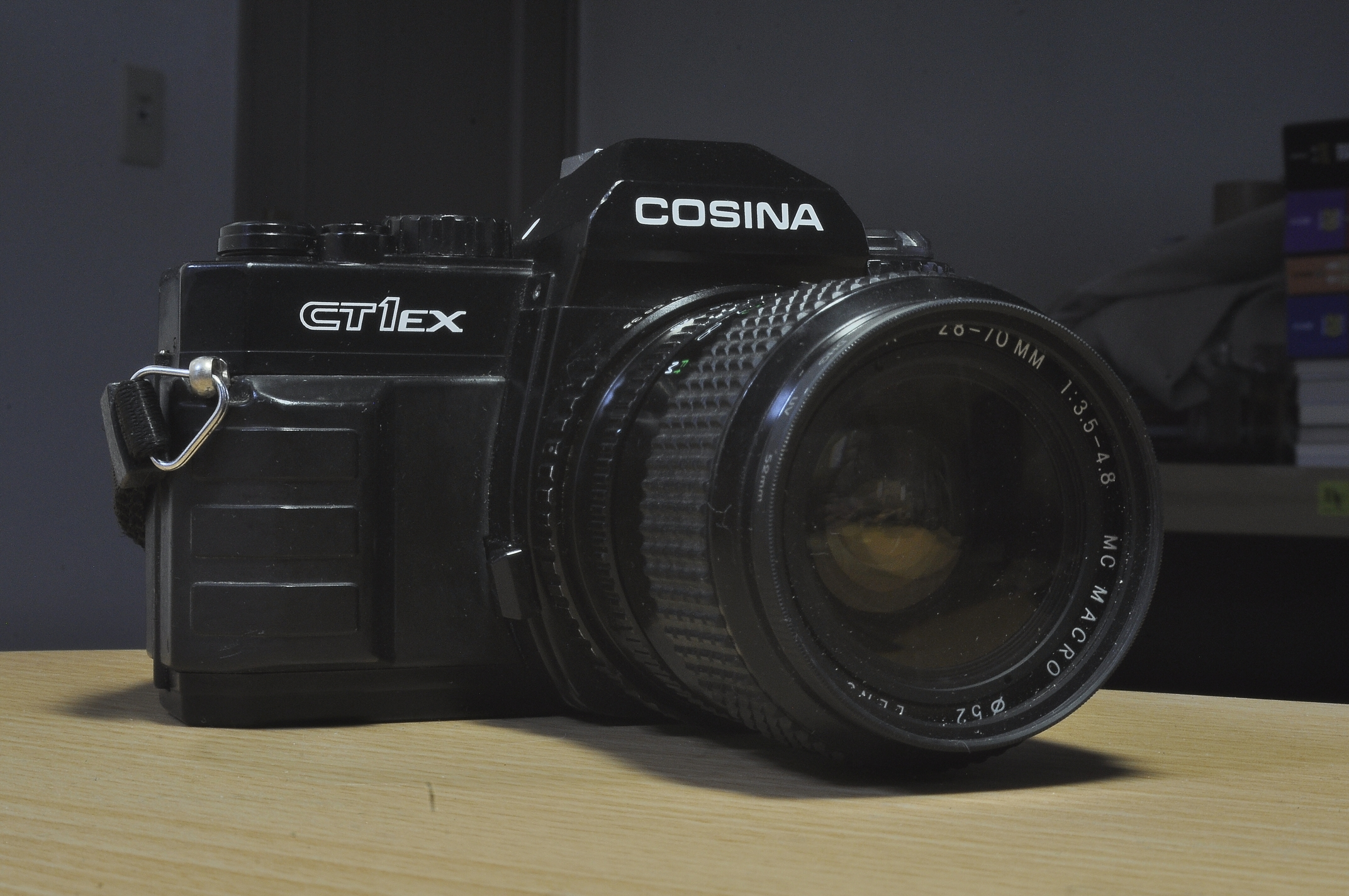
コシナCT-1EX

コシナのカメラ製品一覧はコシナが発売したカメラ製品の一覧である。ただしフォクトレンダーブランドの製品に関してはフォクトレンダー、ツァイス・イコンブランドの製品に関してはツァイス・イコン、カール・ツァイスブランドで発売されている製品については「ビオゴン」、「ディスタゴン」、「プラナー」、「ゾナー」「テッサー」参照。

## コシナCTシリーズ
135フィルムを使用し24×36mm（ライカ）判のKマウント一眼レフカメラ。

### CTシリーズボディー

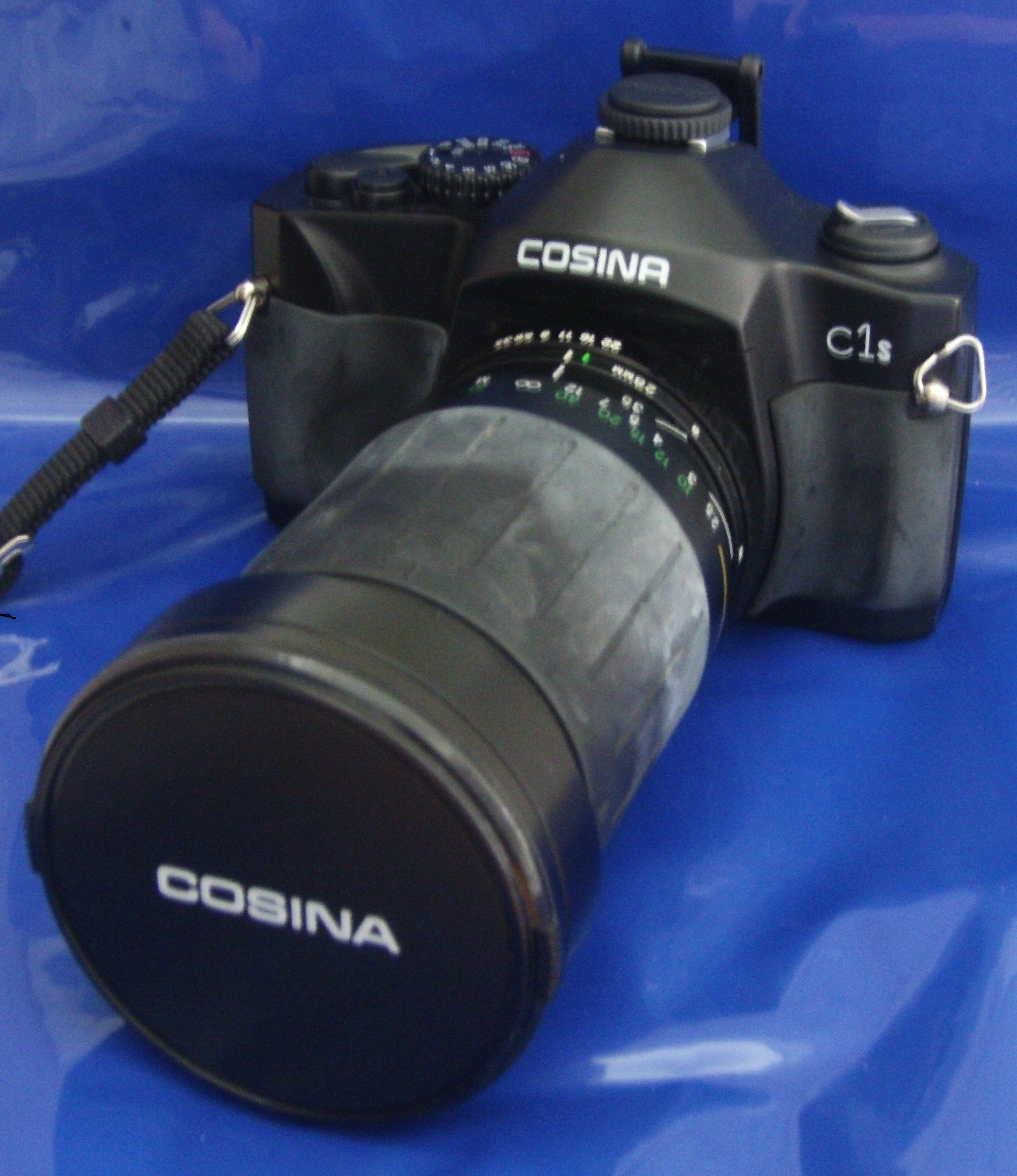
C1s 28-200mmF3.5-5.6マクロレンズ装備

- コシナCT-1（1979年発売） - シャッターは機械式コパルスクエアでスピードはB、1-1/1000秒。TTL受光素子はCdS。電源はSR44×2またはLR44×2。
- コシナCT-1A（1980年11月発売） - コシナCT-1の露出計表示をLED式に変更した型。
- コシナCT-20（1980年11月発売） - AE専用機。シャッターは電子式でスピードはX、B、4-1/1000秒。ファインダー表示はLED式。TTL受光素子はSPD。電源はSR44×2またはLR44×2。
- コシナCT-7コンピューター/コシナCT-7コンピューターD（1980年11月発売） - 絞り優先AE。電源はSR44×2またはLR44×2。操作はほぼ全て押しボタン式となっている。コシナCT-7コンピューターDは2000年までのクォーツデジタルデータバックを装着したバージョン。
- コシナCT-10（1980年発売） - コシナCT-20からファインダー表示を省略したAE専用機。
- コシナCT-1G（1982年発売） - コシナCT-1Aからセルフタイマーを省略した。
- コシナCT-1スーパー（1983年6月発売） - シャッターは機械式でB、1-1/2000秒、Xシンクロは1/125秒以下。ニコンFM10などさまざまなカメラの原型となっている。ヤシカFX-3 SUPER 2000も同列に語られて誤解されていることがあるが、同機のノックダウン先は富士写真光機（富士フイルム系列）で、全くの別物。ただし、終焉期はコシナにノックダウン生産委託されている。
- コシナCT-1EX（1987年10月発売） - コシナCT-1スーパーからセルフタイマーを省いた機種。
- コシナC1s/コシナC1（1991年発売） - コシナCT-1EXのデザイン変更型。コシナC1はセルフタイマーを省略した型。

### CTシリーズ用レンズ
- コシノンW24mmF2.8 - 7群7枚。最短撮影距離0.25m。アタッチメントはφ49mmねじ込み。165g。
- コシノンW28mmF2 - 7群8枚。最短撮影距離0.3m。アタッチメントはφ49mmねじ込み。200g。
- コシノンW28mmF2.8 - 6群6枚。最短撮影距離0.3m。アタッチメントはφ49mmねじ込み。155g。
- コシノンW35mmF2.8 - 5群5枚。最短撮影距離0.35m。アタッチメントはφ49mmねじ込み。150g。
- コシノンS50mmF1.4 - 6群7枚。最短撮影距離0.45m。アタッチメントはφ49mmねじ込み。230g。
- コシノンS50mmF1.8 - 5群6枚。最短撮影距離0.45m。アタッチメントはφ49mmねじ込み。170g。
- コシノンS50mmF2 - 5群6枚。最短撮影距離0.45m。アタッチメントはφ49mmねじ込み。165g。
- コシノンS55mmF1.2 - 6群7枚。最短撮影距離0.6m。アタッチメントはφ55mmねじ込み。330g。
- コシノンT135mmF2.8 - 4群4枚。最短撮影距離1.35m。アタッチメントはφ52mmねじ込み。330g。
- コシノンT135mmF3.5 - 4群5枚。最短撮影距離1.5m。アタッチメントはφ49mmねじ込み。305g。
- コシノンT200mmF4 - 4群5枚。最短撮影距離2.9m。アタッチメントはφ55mmねじ込み。390g。
- コシノンT300mmF5.6 - 4群8枚。最短撮影距離4m。アタッチメントはφ55mmねじ込み。450g。
- コシノンZ28mm-50mmF3.5-4.5 - 8群9枚。最短撮影距離0.5m。アタッチメントはφ55mmねじ込み。290g。
- コシノンZ35-70mmF3.5-4.5 - 7群8枚。最短撮影距離0.7m。アタッチメントはφ55mmねじ込み。335g。
- コシノンZ80-200mmF4.5 - 9群12枚。最短撮影距離2m。アタッチメントはφ52mmねじ込み。540g。

## コシナCXシリーズ
135フィルムを使用し24×36mm（ライカ）判のコンパクトカメラ。
- コシナCX-2（1980年11月発売） - 電源はSR44×2またはLR44×2。レンズは5群5枚コシノン35mmF2.8固定。1コマ/秒のワインダー、マリンカプセルコシナCX-Mが別売りオプションで存在した。CX-Mのシンクロ接点はニコノスと同規格。
- コシナCX-1（1980年11月発売） - コシナCX-2の普及版でレンズは3群4枚コシノン33mmF3.5固定。セルフタイマー、ゾーンマークが省略され、コシナCX-Mやワインダーも使用できない。

## その他カメラ
- コシナAF-35 - 135フィルムを使用し24×36mm（ライカ）判のオートフォーカスコンパクトカメラ。レンズは3群4枚コシノン38mmF2.7固定。

## 他社カメラ用レンズ
Kマウント、オリンパスOMマウント、キヤノンFDマウント、コンタックスRTS/ヤシカMLマウント、ニコンFマウント、フジカAXマウント、ミノルタMDマウント、M42マウントがあった。
- コシナMC28mmF2.8 - 5群5枚。最短撮影距離0.3m。アタッチメントはφ49mmねじ込み。
- コシナMC135mmF2.8 - 4群4枚。最短撮影距離1.35m。アタッチメントはφ52mmねじ込み。
- コシナMC200mmF4 - 4群5枚。最短撮影距離2.9m。アタッチメントはφ55mmねじ込み。
- コシナAFオートフォーカス200mmF3.5 - 5群8枚。最短撮影距離2.5m。アタッチメントはφ67mmねじ込み。電源は単4電池×2。
- コシナズームMCマクロ28-70mmF2.8-4.3 - 10群11枚。最短撮影距離0.7（マクロ時0.29）m。アタッチメントはφ67mmねじ込み。
- コシナズームMCマクロ28-70mmF4 - 9群9枚。最短撮影距離0.7（マクロ時0.3）m。アタッチメントはφ62mmねじ込み。
- コシナVFバリフォーカル28-135mmF3.3-4.5 - 10群14枚。最短撮影距離0.22m。アタッチメントはφ67mmねじ込み。
- コシナズームMCマクロ35-70mmF3.5-4.5 - 7群7枚。最短撮影距離0.9（マクロ時0.33）m。アタッチメントはφ55mmねじ込み。
- コシナズームMCマクロ35-135mmF3.5-4.5 - 12群15枚。最短撮影距離1.7（マクロ時0.28）m。アタッチメントはφ58mmねじ込み。
- コシナズームMCマクロ35-200mmF4-5.6 - 13群15枚。最短撮影距離1.7（マクロ時0.3）m。アタッチメントはφ62mmねじ込み。
- コシナズームMCマクロ70-210mmF2.8-3.8 - 11群15枚。最短撮影距離1.9（マクロ時1.4）m。アタッチメントはφ62mmねじ込み。
- コシナズームMCマクロ70-210mmF4 - 9群12枚。最短撮影距離2（0.48）m。アタッチメントはφ62mmねじ込み。
- コシナズームMCマクロ70-210mmF4.5-5.6 - 9群12枚。最短撮影距離1.1m。アタッチメントはφ52mmねじ込み。
- コシナズームMCマクロ80-200mmF4.5-5.6 - 9群12枚。最短撮影距離1m。アタッチメントはφ52mmねじ込み。
- コシナズームMCマクロ75-300mmF4.5-5.6 - 10群13枚。最短撮影距離1.2m。アタッチメントはφ58mmねじ込み。
- コシナズームMCマクロ100-500mmF5.6-8 - 10群15枚。最短撮影距離2.5m。アタッチメントはφ72mmねじ込み。